# Поняття
Поня́ття, конце́пт — форма мислення, яка відбиває істотні властивості, зв'язки і відношення предметів і явищ в їх суперечності і розвитку; думка або система думок, що узагальнює, виділяє предмети деякого класу за визначеними загальними і в сукупності специфічними для них ознаками.
Загальне поняття виражає дійсний закон виникнення, розвитку і зникнення одиничних речей.

## Поняття в широкому сенсі та науковому розумінні
Розрізняють поняття в широкому і вузькому сенсі. Окремо виділяють наукові поняття. Перші формально виділяють загальні (схожі) ознаки загальних предметів і унівесальних явищ і закріплюють їх у словах. Їх часто відносять до категорій. Поняття у вузькому сенсі відносяться до певної галузі наук, чітко визначають основні ознаки предмету, явища, процесі або об'єкту. Наукові поняття відображають істотні й необхідні ознаки окремого предмету, об'єкту, явища або процесу, а слова і знаки (формули), що їх виражають, є науковими термінами.
Будь-яке поняття має обсяг та зміст.
Змістом поняття називається сукупність існуючих ознак предметів, які мисляться у цьому понятті; це низка властивостей, які дозволяють об'єднати в єдине ціле множину предметів.
Зміст поняття становлять ознаки, які відтворюють якість предмета і відрізняють його від інших схожих предметів.
Так, зміст поняття «крадіжка» складають такі ознаки:
1. таємне
2. викрадення
3. особистого майна громадян.

Змістом поняття «угода» є сукупність таких ознак:
1. дія, спрямована на
2. установлення,
3. зміну або
4. припинення
5. громадянських правовідносин.

Зміст багатьох юридичних понять указаний у законі. У випадках, коли зміст того чи іншого юридичного поняття в законі не поданий, він установлюється правовою наукою і судовою практикою.
Обсяг поняття — це сукупність предметів або явищ, мислимих у понятті.
Обсяг поняття становить коло предметів, на котрі поширюється дане поняття. Наприклад, обсяг поняття «дерево» становить усі предмети, до яких належить це поняття, тобто усі дерева; обсяг поняття «держава» — усі держави; обсяг поняття «крадіжка» — всі злочини, що мають ознаки цього поняття, та ін.

### Закон зворотного відносини між обсягом і змістом поняття
Зміст і обсяг поняття тісно пов'язані один з одним. Цей зв'язок виражається в законі зворотного відносини між обсягом і змістом поняття, який встановлює, що збільшення змісту поняття веде до утворення поняття з меншим обсягом, і навпаки.
Так, збільшуючи зміст поняття «держава» шляхом додавання ознаки «сучасний», ми переходимо до поняття «сучасна держава», що має менший об'єм.
Збільшуючи обсяг поняття «підручник з теорії держави і права», виключаємо ознаки, що характеризують підручник поданої дисципліни, переходимо до поняття «підручник», що має менший вміст.
Подібне ж відношення між обсягом і змістом має місце в поняттях «злочин» і «злочин проти особистості» (перше поняття ширше за обсягом, але вужче за змістом), «генеральний прокурор» і «прокурор», де перше поняття вужче за обсягом, але ширше за змістом.

## Походження понять
Перехід від плотського ступеня пізнання до логічного мислення характеризується перш за все як перехід від сприйнять, уявлень до віддзеркалення у формі понять. За своїм походженням поняття є результатом тривалого процесу розвитку пізнання, концентрованим виразом історично досягнутого знання. Утворення поняття — складний діалектичний процес, який здійснюється за допомогою таких методів, як порівняння, аналіз, синтез, абстрагування, ідеалізація, узагальнення, експеримент тощо. Поняття — це необразне, виражене в слові віддзеркалення дійсності. Воно знаходить своє реальне мислено-мовне буття лише в розгортанні визначень, в судженнях, у складі визначеної теорії.
У понятті виділяється і фіксується, перш за все, загальне, яке досягається за рахунок відвернення від всіх особливостей окремих предметів даного класу. Але воно не виключає одиничне і особливе. На основі загального тільки й можливе виділення і пізнання особливого та одиничного. Наукове поняття є єдністю загального, особливого та одиничного, тобто конкретно-загальним. При цьому загальне в понятті належить не просто до екземплярів даного класу, що характеризуються загальними властивостями, не тільки до безлічі однорідних предметів і явищ, а до самої природи змісту поняття, що виражає щось істотне в предметі.

## Поняття в історії філософії
У підході до поняття в історії філософії виявилися дві протилежні лінії — матеріалістична, така, що вважає, що поняття об'єктивні за своїм змістом, і ідеалістична, згідно з якою поняття — уявна сутність, яка виникає спонтанно, абсолютно незалежна від об'єктивної реальності. Наприклад, для об'єктивного ідеаліста Гегеля поняття первинні, а предмети, природа суть лише бліді копії. Феноменалізм розглядає поняття як останню реальність, що не відноситься до об'єктивної дійсності. Деякі ідеалісти розглядають поняття як фікції, утворені «вільною грою сил духу». Неопозитивісти, зводячи поняття до допоміжних логіко-мовних засобів, заперечують об'єктивність їхнього змісту.
Будучи віддзеркаленням об'єктивної реальності, поняття такі ж пластичні, як і сама дійсність, узагальненням якої вони є. Наукові поняття не є щось закінчене і завершене; навпаки, вони містить в собі можливість подальшого розвитку. Основний зміст поняття змінюється лише на певних етапах розвитку науки. Такі зміни поняття є якісними і пов'язані з переходом від одного рівня знання до іншого, до знання глибшої суті мислимих в понятті предметів і явищ. Рух дійсності можна відобразити тільки в поняттях, що діалектично розвиваються.

### Визначення поняття у Канта
Під поняттям Кант розумів будь-яке загальне уявлення, оскільки останнє фіксоване терміном. Звідси і його визначення: «Поняття є загальне уявлення або уявлення того, що є загальним для багатьох об'єктів, отже — уявлення, що може міститися в різних об'єктах».

### Визначення поняття у Гегеля
Поняття для Гегеля — перш за все синонім дійсного розуміння суті справи, а не просто вираз будь-якого загального, будь-якій подібності об'єктів споглядання. У понятті розкривається справжня природа речі, а не її схожість з іншими речами, і в ньому повинна знаходити свій вираз не тільки абстрактна спільність а і особливість його об'єкта.
От чому, з погляду Гегеля, формою поняття виявляється діалектична єдність всезагальності і особливості, яке й розкривається через різноманітні форми думки і висновку, а в думці виступає назовні. Не дивно, що будь-яка думка ламає форму абстрактної тотожності, є її самоочевидним запереченням.

## Поняття у формальній логіці
Поняття у формальній логіці — це елементарна одиниця розумової діяльності, що характеризується відомою цілісністю і стійкістю й узята у відверненні? від словесного виразу цієї діяльності. Поняття — це те, що виражається (або позначається) будь-якою значимою (самостійною) частиною мови (окрім займенників[джерело?]), а якщо перейти від масштабів мови в цілому до «мікрорівня», то — членом речення. Для трактування проблеми поняття (у її формальнологічному аспекті) можна скористатися готовим арсеналом трьох областей сучасного знання: 1) загальної алгебри, 2) логічної семантики, 3) математичної логіки.
1. Процес утворення поняття природно описується в термінах гомоморфізму; розбиваючи множину об'єктів, яка нас цікавить, на класи «еквівалентних» в якому-небудь відношенні елементів (тобто ігноруючи всі відмінності між елементами одного класу, що не цікавлять нас в дану мить), ми отримуємо нову множину, гомеоморфну результатній, за виділеним нами відношенням еквівалентності. Елементи цієї нової множини (класи еквівалентності) можна мислити тепер як єдині, нерозчленовувані об'єкти, отримані в результаті «склеювання» всіх невиразних щодо фіксованих нами відношень початкових об'єктів в одну «грудку». Ці «грудки» ототожнених між собою образів початкових об'єктів і є те, що ми називаємо поняттями, отриманими в результаті уявної заміни класу близьких між собою уявлень одним «родовим» поняттям.
2. При розгляді семантичного аспекту проблеми поняття необхідно розрізняти поняття як деякий абстрактний об'єкт, і вираженою у слові (що є цілком конкретним об'єктом): назвою або терміном. Обсягом поняття називається та сама сукупність «склеюваних» в це поняття елементів, про яку сказано вище, а змістом поняття — перелік ознак (властивостей), на підставі яких проводилося це «склеювання». Обсяг поняття — це денотат (значення) назви, що позначає його, а зміст — концепт (сенс), який ця назва виражає. Чим обширніший набір ознак, тим вужчий клас об'єктів, що задовольняють ці ознаки, і навпаки, чим вужчий зміст поняття, тим ширший його обсяг; цю очевидну обставину часто іменують законом зворотного відношення.
3. Формальнологічну проблематику, пов'язану з теорією поняття, можна викласти, спираючись на добре розроблений апарат числення предикатів. Семантика цього числення така, що легко описується суб'єктно-предикатною структурою думок, яка розглядається в традиційній логіці (суб'єкт, тобто підмет, — те, про що мовиться в реченні, що виражає дану думку; предикат, тобто присудок, — те, що мовиться про суб'єкта), при цьому можливі далекосяжні хоч і цілком природні, узагальнення. Перш за все допускається (як і в звичайній граматиці) можливість більше ніж одного суб'єкта в реченні, причому (на відміну від граматичних канонів) роль суб'єктів грають не тільки присудки, але і доповнення — «об'єкти»; в ролі предикатів фігурують не тільки власне присудки (зокрема виражені багатомісними предикатами, що описують відносини між декількома суб'єктами), але й означення. Обставини і обставинні звороти залежно від їхньої граматичної будови завжди можна віднести до однієї з цих двох груп (суб'єкти і предикати), а перегляд всього словникового запасу будь-якої мови, який «мобілізується» для вираження поняття, показує, що він весь розподіляється на ці дві категорії (кількісні числівники, а також слова типу «всякий», «будь-який», «деякий», «існує» і т. д., що не потрапили в цей розподіл на два класи, грають в природній мові роль кванторів, що дозволяють утворювати і відрізняти один від одного загальні, приватні й одиничні думки). При цьому суб'єкти (виражені за допомогою членів мови, заснованих на численні предикатів) і предикати виступають як назви понять: останні найбуквальнішим чином, а перші, будучи змінними, «пробігають» деякі «наочні області», службовці обсягами понять, і якщо вони постійні (константи), то є іменами власними, такими, що позначають конкретні предмети з цих наочних областей. Предикати — це зміст понять, а класи об'єктів, на яких ці предикати істинні, — обсяги; що стосується термів, то вони є або родовими іменами для довільних «представників» деяких понять, або іменами конкретних представників. Іншими словами, вся формальнологічна проблематика, пов'язана з теорією поняття, виявляється фрагментом числення предикатів. Так, закон зворотного відношення виявляється перефразовуванням тавтології (тотожно-дійсної формули) логіки висловів або її узагальненнях з логіки предикатів.

## Поняття у праві
Операція над поняттями:
Операція над поняттями — це така операція, за допомогою логічних дій з одних понять отримуються нові поняття.
Операція над поняттями має основні поділи на:
1. Обмеження і узагальнення понять;
2. Множення;
3. Заперечення
4. Складання;
5. Поділ понять;
6. Визначення понять.

Операції над поняттями, а саме обмеження і узагальнення, множення, заперечення, складання та поділ понять  визначаються як власне операціями над обсягами понять, а визначення понять є операцією, що розкриває зміст понять.

### Обмеження і узагальнення
Обмеженням поняття називають логічну дію, за якою відбувається перехід від поняття з більшим обсягом, але меншим змістом до поняття з меншим змістом, але більшим змістом. При обмеженні поняття потрібно переходити від роду до виду. Наприклад, поняття «Держава» можна обмежити шляхом переходу до поняття «правова держава», або поняття «суддя» можна обмежити, перейшовши до поняття «суддя апеляційного суду».
При порушенні цього правила виникає логічна помилка, яка полягає в зведенні вхідного поняття до поняття, яке не є його видом. Наприклад, якщо при обмеженні поняття «держава» ми перейдемо до поняття «держава спілка юристів», то таке обмеження буде неправильним, оскільки наведене поняття не є видом для поняття «держава».
Узагальненням поняття називають логічну операцію, за допомогою якої відбувається перехід від поняття з меншим обсягом, але більш змістом до поняття з більшим обсягом, але меншим змістом, тобто обернене до обмежувального поняття.
При узагальненні поняття слід переходити від виду до роду. Наприклад, поняття «шахрайство» можна узагальнити шляхом переходу до родового поняття «злочин проти власності», або поняття «суддя» можна узагальнити шляхом переходу до родового поняття «юрист». Перехід від поняття «суддя» до поняття «адвокат» буде порушенням даного правила. Тут не має узагальнення. Поняття «адвокат» не є родом для поняття «суддя». Ці поняття є видами для родового поняття «юрист».

### Множення
Множенням називають поняття, яке полягає у пошуку таких предметів (елементів), котрі входять одночасно до класу обох помножувальних понять.
Графічний результат операції множення понять «злочин» (А) та «посадовий злочин» (В) матиме відображення (див. мал. 2) через за шифрування поверхні як позначення класу тих елементів (злочинів), котрі одночасно входять до поняття А і до поняття В.
Під час множення понять, обсяг яких не збігається, ми здобуваємо нульове поняття. Наприклад, нам необхідно провести операцію множення поняттями «навмисно» і «необережно». Оскільки обсяг цих понять не має загальних елементів, то здобута внаслідок операції множення множинність дій є одночасно навмисно і необережною і буде нульовим класом. Операція  позначається здебільшого за допомогою сполучника «і», котрий вживається у поєднувальному значені.

### Заперечення
Операція заперечення понять А полягає в утворенні нового поняття — не-А, обсяг якого, складений з обсягом поняття А, становить логічний клас сфери предметів, про яку ми розмірковуємо.
Наприклад, сферою нашого міркування є юридичні угоди. Заперечуючи поняття «купівля-продаж» (А), ми здобудемо поняття «не купівля-продаж» (не-А). Склавши поняття «купівля-продаж» і «не купівля-продаж», ми здобудемо клас юридичних угод.
Графічний результат цієї операції можна уявити як зображено на малюнку 3. Квадрат — це сфера предметів, про «юридичні послуги». Коло понять (А) «купівля-продаж». Заштрихована частина квадрата — поняття (не-А) «не купівля-продаж». Поняття не-А, що заперечує поняття А, має певний обсяг. Так, до обсягу поняття "не купівля-продаж  (не-А) увійде все, що завгодно, не будь-який предмет дійсності, наприклад дерево, дім, людина і т. д., а тільки ті елементи класу юридичних угод, котрі не є купівлею-продажем, не входять до обсягу поняття А.

### Складання
Операція складання понять полягає в об'єднанні двох чи декількох класів у один клас.
За допомогою операції складання можна об'єднати класи (поняття), що перебувають між собою у найрізноманітніших відношеннях: тотожності, підпорядкування, перехрещення, супідрядності, суперечності, протилежності. Наприклад, при об'єднанні понять «свідки» (А) і «родичі» (В), які перебувають у відношенні перехрещення, ми здобудемо новий клас (див. мал. 4), до якого увійдуть не тільки свідки, що не е родичами, і родичі, котрі не є свідками, а й родичі-свідки.
Обсяг понять «А або В», здобутий унаслідок операції складання, е об'єднання класів, що відповідають поняттям А і В. Тому вираз «А або В», наприклад «студенти або спортсмени», означає, що до цього нового класу входять не тільки студенти, котрі не е спортсменами, і спортсмени, які не е студентами, а й студенти, котрі одночасно є і спортсменами.

### Поділ понять
Поділ понять називають логічну операцію, за допомогою якої розривають обсяг поняття, тобто встановити, із обсягів яких понять складається обсяг поняття, що підлягає поділу.
Структура операції поділу складається:
1. Діленого поняття;
2. Членів поділу;
3. Підстави поділу.

Діленим поняттям  називають обсяг якого потрібно розкрити.
Членами поділу  називають видові поняття, на які розбивають обсяг діленого поняття.
Підставою поділу  називають ознаку за якою виділяють члени поділу.
На прикладі поняття «студент» здіймемо поділ поняття: студенти бувають денної форми навчання, заочної та вечірньої.  Тут діленим постає поняття «студент», членами поділу -  студенти заочної форми навчання, студенти вечірньої форми навчання, студенти денної форми навчання,  підставою поділу – «форма навчання».
Поділ понять також розрізняють за видами:
1. Поділ за видозмінюваною ознакою (називають такий вид поділу за допомогою якого розвивається ділене поняття на види, на підставі специфічного прояву ознаки у різних видах діленого поняття);
2. Дихотомічний поділ (поділ за допомогою якого ділене поняття розбивають на два суперечливі поняття).

Операція поділу поняття підпорядковується спеціальним правилам:
1. Поділ поняття  повинен бути спів мірним, тобто сума обсягів членів поділу повинна вичерпувати обсяг діленого поняття. При порушенні цього правила виникає дві логічні помилки: «занадто вузький поділ» та «занадто широкий поділ».
2. Поділ слід здійснювати за однією підставою. При порушенні цього правила виникає помилка, яка називається «підміна підстави поділу». Суть цієї помилки полягає в тому, що в процесі поділу за підставу беруть декілька видових ознак. Внаслідок цього члени ділення вже не є спів підпорядкованими до діленого поняття і між ними відсутнє відношення несумісності.
3. Члени поділу повинні виключати один одного. Це правило випливає із другого правила. Суть даного правила полягає в тому, що члени поділу повинні бути спів підпорядковані діленому поняттю і знаходитися у відношенні несумісності між собою.
4. Поділ має бути безперервним. При порушенні цього правила виникає логічна помилка, яка називається «стрибок у поділі». Суть цієї помилки полягає у тому, що в процесі поділу серед видових понять з'являються поняття, які фактично не є видовими до діленого поняття, а такими вони є для пропущеного члена поділу.

### Визначення поняття
Визначенням поняття називається логічна операція, яка розкриває зміст поняття. Адекватніше операцію визначення можна сформулювати ще й так: «Визначення називається логічною процедурою, за допомогою якої відшукується, будується який-небудь предмет, відрізняється від інших, а також формує значення вперше вживаного терміна чи уточнюються значення уже існуючого терміна». Назва операції визначення походить від латинського слова — definition, дефініція. Тому часто замість назви «визначення» вживають слово «дефініція».
Операцію визначення поняття можна аналізувати в трьох площинах:
1. Семантичній (це операція, за допомогою якої розкривається або суть або денотат «визначувального терміна» через суть чи денотат «визначаючого терміна»);
2. Синтаксичній (складається з двох термінів і може бути виражена формулою: Dfd = df Dfn. Знак рівності у цій формулі означає можливість взаємодії);
3. Прагматичній (досліджується з боку їх ролі у комунікативних процесах).

## Класифікація понять
У побуті, та в науці, значення слова «поняття» може відрізнятися від його значення у філософії або формальній логіці.
Поняття можна виділити абстрактні й конкретні, і в кожному випадку емпіричні й теоретичні.
Поняття називається емпіричним, якщо воно вироблене на основі порівняння загальних властивостей деякого класу об'єктів або явищ.
Поняття називається теоретичним, якщо воно вироблене на основі аналізу деякого класу явищ (або об'єктів) з допомогою раніше вироблених понять, концепцій і формалізмів.
Поняття називається конкретним, якщо воно відноситься до певного об'єкта навколишнього світу, абстрактним, якщо воно відноситься до властивостей широкого класу об'єктів.
До абстрактних емпіричних понять можна віднести, зокрема неписаний і деколи досить розпливчастий кодекс поведінки певної соціальної групи, можливо, навіть кримінальної який у загальних рисах визначає, які дії вважаються за правильні або «неправильні» (Беззаконня).
Поняття за обсягом розрізняють:
1. Одиничним називається поняття, обсяг якого складається з одного предмета (ріка Дніпро).
2. Загальне поняття — це таке поняття, обсяг якого складається більш ніж з одного предмета (Людина). Загальні поняття можуть бути реєструючими і нереєструючими. Реєструючим називається таке поняття, до обсягу котрого входить чітко визначена, яка підлягає обліку, кількість предметів (Європейська держав, вулиці міста Києва). Нереєструючим називається поняття, котре відноситься до необмеженої кількості предметів (подія, явище).
3. Нульовим поняттям називається поняття, логічний клас якого не має жодного елемента. Вони відображають ознаки неіснуючих (нереальних) предметів або предметів, які ще не вивчені сучасною наукою (Мавка, русалка).[1]

- Нульові хибні відображають ознаки міфічних істот: «мавка», «дідько», тощо.
- Нульові необхідні — це наукові абстракції, без яких наука не може обійтися. Наприклад, «точка», «абсолютний нуль».
- Нульові гіпотетичні відображають ознаки предметів, які ще недостатньо вивчені сучасною наукою: «паралельний світ».[2]

За змістом види понять поділяють на:
1. Конкретне — поняття, в якому мислиться окремий предмет або сукупність предметів як щось самостійно існуюче (книга, держава).
2. Абстрактне — поняття, в якому мислиться ознака предмета або відношення між предметами (сміливість, доброта, відповідальність).[2]

Залежно від характеру елементів обсягу поняття в логіці поділяють на:
1. Збірне поняття — це поняття, елементами обсягу якого є класи предметів. Це поняття, в якому група однорідних предметів мислиться як єдине ціле.[3] Наприклад, полк, стадо, флот, сузір'я, оркестр.
2. Незбірне — це поняття, елементами обсягу якого є окремі предмети (Університет, людина).[4]

Залежно від наявності чи відсутності в змісті поняття ознак, на підставі яких предмети узагальнюють у клас, поняття поділяють на:
1. Позитивне — це поняття, в змісті якого фіксують наявність певних ознак (осудність).
2. Негативне — це поняття, в змісті якого фіксують відсутність певних ознак (неосудність).[4]

Залежно від наявності чи відсутності в змісті поняття ознак, які вказують на відношення з іншими поняттями, поняття поділяють на:
1. Безвідносне — поняття, що відображає предмет, з існуванням якого не пов'язується необхідне існування будь-яких інших предметів (дерево, прокурор).
2. Співвідносне — поняття, що відображає предмети, існування яких немислиме без існування деяких інших предметів (мати, командир).[5]